# Phyllophaga corrosa
Phyllophaga corrosa är en skalbaggsart som beskrevs av Leconte 1856. Phyllophaga corrosa ingår i släktet Phyllophaga och familjen Melolonthidae. Inga underarter finns listade i Catalogue of Life.